# Rezerwat przyrody Wierzchowiska
Wierzchowiska – leśny rezerwat przyrody w gminie Piaski, w powiecie świdnickim, w województwie lubelskim. Leży na północno-wschodnim krańcu Czerniejowskiego Obszaru Chronionego Krajobrazu, na terenie Nadleśnictwa Świdnik.
- położenie geograficzne – Płaskowyż Świdnicki[1] lub Wyniosłość Giełczewska
- powierzchnia (według aktu powołującego): 24,52 ha
- powierzchnia (dane nadesłane z nadleśnictwa): 25,46 ha[4]
- rok utworzenia: 1983
- Zarządzenie Ministra Leśnictwa i Przemysłu Drzewnego z dnia 22 kwietnia 1983 roku w sprawie uznania za rezerwat przyrody (M.P. z 1983 r. nr 16, poz. 91)
- cel ochrony (według aktu powołującego): zachowanie grądu z lokalną przewagą dębu lub lipy oraz licznymi gatunkami rzadkich i chronionych roślin zielnych[2].

Rezerwat obejmuje fragment naturalnego lasu dębowego (okazy dębów szypułkowych ponad 140-letnie, lip oraz starych modrzewi z zasadzenia). Na jego terenie znajdują się także dwa starsze pomnikowe dęby. W runie występują rzadkie gatunki roślin m.in.: parzydło leśne, podkolan biały, gnieźnik leśny, nerecznica szerokolistna, lilia złotogłów, miodownik melisowaty.